# 3C295
Coordenadas:  14h 11m 20.6s, −52° 12′ 21.0″
3C 295 es un cuásar y una radiogalaxia localizada en la constelación de Boötes, con un corrimiento al rojo de 0.464 (NED) y de 0.456 (SIMBAD). Desde su descubrimiento (como objeto y por su corrimiento al rojo en 1960), es el objeto astronómico más remoto descubierto, hasta ahora.

## Historia
El número establecido en el nombre indica que es el objeto número 295 del Tercer Catálogo Cambridge de Radiogalaxias (3C), ordenado por coordenadas espaciales, ascensión recta y declinación.
La emisión de rayos X está dominada por la emisión luminosa de un cúmulo de galaxias cercano, rico en luminosidad. Ópticamente, si se viera una imagen de mejor calidad, se podría ver que hay 100 galaxias en la misma. El cúmulo de 3C295 o 3C 295 tiene material luminoso suficiente como para crear otras 1000 galaxias o posiblemente más, haciendo que este objeto sea uno de los objetos más masivos del Universo, ya que también contiene un poco de materia oscura.